# Alenka Viceljo
Alenka Viceljo, slovenska kiparka, * 23. april 1960, Ljubljana. 

## Življenjepis
Leta 1983 je diplomirala na Akademiji za likovno umetnost v Ljubljani, smer kiparstvo. Največ ustvarja v porcelanu, predvsem reliefe, poleg tega pa še v železu in keramiki. Aktivna je tudi na področju grafičnega oblikovanja.

### Umetniški opus
Predstavila se je na več kot 65 samostojnih razstavah v Sloveniji, Avstriji, Italiji in na Hrvaškem. Poleg tega sodeluje tudi na skupinskih razstavah doma in v tujini.